# Azteca de Gyves
Azteca de Gyves (n. 16 de febrero de 1963) es una artista mexicana de Juchitán de Zaragoza en el estado Oaxaca. Pertenece a la herencia zapoteca y es una de las dos artistas en su ciudad. Ha sido miembro del Salón de la Plástica Mexicana desde 1998 y ha exhibido su trabajo tanto individual como colectivamente en México, Brasil, Estados Unidos, Japón y otros países.

## Su vida
Azteca de Gyves de la Cruz nació el 16 de febrero de 1963 en Juchitán de Zaragoza en el estado de Oaxaca. Tiene orígenes zapotecos, es hija de Leopoldo de Gyves Pineda, líder de la Coalición Obrero-Campesina-Estudiantil del Istmo (Worker-Peasant-Student Coalition of the Isthmus of Tehuantepec).
Estudió sociología y se graduó en la Universidad Nacional Autónoma de México pero después estudió pintura en la Escuela Nacional de Pintura, Escultura y Grabado "La Esmeralda" de 1991 a 1995.
Es una de las dos pintoras prominentes de Juchitán, junto con Natividad Amador.

## Carrera
Sus exhibiciones individuales incluyen Zoología en azul en el Centro Cultural Juan Rulfo en la Ciudad de México (1998), Ancestros en el Museo de Artesanías e Industrias Populares del Estado de Oaxaca (2000), Serie marina en la Galería Nutall en Oaxaca (2000), Naturaleza nuestra en la Exposición Pictórica en Oaxaca (2001), De paseo con la muerte en la Galería Binni Rutié en Monterrey (2006) y Viaje a Mitla en la Galería Binni Rutié (2007).
Internacionalmente ha tenido exhibiciones colectivas en Francia, San Antonio, Texas, España, Japón, Ecuador, Indonesia y Brasil. En México, su trabajo ha sido mostrado en la Ciudad de México, Guerrero, Yucatán, Monterrey y Oaxaca. En 2007, participó en la Carpeta gráfica conmemorativa de la vida y obra de don Benito Juárez García, exhibición que se ha visto en varios lugares de México, así como en España, Estados Unidos Chile, Argentina, Venezuela y Perú. En el 2002, donó algunos de sus trabajos a la Universidad de Paraiba en Brasil como parte de un programa de intercambio cultural entre México y este país.
Su arte generalmente refleja sus raíces oaxaqueñas e indígenas. La geometría y la greca son una serie de pinturas, basadas en la arquitectura mesoamericana, sus textiles y otros. Las grecas mesoamericanas tuvieron un papel importante en la exhibición del 2012 Huevos al gusto (Eggs to order) en la Benemérita Universidad Autónoma de Puebla. En la exhibición se podían ver cáscaras de huevo decoradas y esculturas en forma de huevos, así como pinturas de huevos representando la vida.
Se ha dedicado a la promoción cultural y del 2014 al 2016 se desempeñó como Directora de Igualdad de Género del Municipio de Juchitán, Oax.
Azteca de Gyves ha sido miembro del Salón de la Plástica Mexicana desde 1998.